# The Sixties (miniserie televisiva)
The Sixties è una miniserie televisiva statunitense trasmessa da CNN e da Sky Arte che esplora i principali eventi politici e culturali degli anni Sessanta.

## Episodi
- L'assassinio del presidente Kennedy
- Il mondo sull'orlo del baratro
- L'invasione britannica
- Una lunga marcia per la libertà
- La televisione diventa grande
- La guerra del Vietnam
- Sesso, droga e rock'n'roll
- 1968
- I tempi stanno cambiando
- La corsa allo spazio